# Tri Repetae
Tri Repetae — третий студийный альбом электронного дуэта Autechre, изданный Warp Records в 1995 году. В США альбом был выпущен 2-дисковым изданием под названием «Tri Repetae++», во 2-й диск которого попали треки из синглов «Garbage» и «Anvil Vapre». В японском издании присутствует дополнительная композиция «Medrey». Седьмой трек с альбома «C/Pach» использовался как заставочный трек к телепередаче «Телепорт» на канале MTV.

## Об альбоме
Обложка альбома оформлена The Designers Republic и сопровождается иллюстрациями Криса Каннингема. Так как обложка состоит лишь из одноцветной заливки, к ней была добавлена наклейка с названиями группы и альбома. В CD версии альбома в буклете есть надпись «Incomplete without surface noise» (в переводе с англ. — «незавершён без царапин на поверхности»), а на виниловой версии та же надпись гласит «Complete with surface noise» (в переводе с англ. — «завершённый, с поверхностным шумом»).

## Список композиций
1. Dael — 6:39
2. Clipper — 8:33
3. Leterel — 7:08
4. Rotar — 8:04
5. Stud — 9:40
6. Eutow — 4:16
7. C/Pach — 4:39
8. Gnit — 5:49
9. Overand — 7:33
10. Rsdio — 10:08
11. Medrey — 4:12 (дополнительный трек в японском издании)

### ++(дополнительный диск в американском издании)
1. Second Bad Vilbel — 9:45
2. Second Scepe — 7:44
3. Second Scout — 7:21
4. Second Peng — 10:53
5. Garbagemx36 — 14:11
6. PIOBmx19 — 7:37
7. Bronchusevenmx24 — 9:44
8. VLetrmx21 — 8:27